# Oligoclada amphinome
Die Oligoclada amphinome ist eine der 24 Libellenarten der Gattung Oligoclada aus der Unterfamilie Brachydiplacinae. Die Art ist nördlich von Rockstone über Pará bis nach Manaus nachgewiesen.

## Bau der Imago
Der Hinterleib (Abdomen) misst bei Oligoclada amphinome-Männchen zwischen 13,5 und 15,1 Millimetern. Die Unterseite des Abdomens ist bei den Männchen auf dem siebten bis neunten Segment rot und wird orange und schwarz umrandet. Der Rest des Abdomens ist metallisch blauschwarz und auf den letzten beiden Segmenten üblicherweise bestäubt. Die im Vergleich mit den unteren, ungefähr gleich langen oberen Hinterleibsanhänge der Männchen lassen eine Abgrenzung der Art zu Oligoclada crocogaster zu, bei welcher beide gleich lang sind. Der Thorax der Männchen ist dunkelblau und wirkt wie mit feinem Staub überzogen.
Die durchsichtigen Hinterflügel messen bei den Männchen zwischen 17,3 und 19,3 Millimeter. Das Flügelmal (Pterostigma) erreicht 1,5 bis 2,0 Millimeter. Die Anzahl der Antenodaladern liegt im Vorderflügel bei achteinhalb bis zehneinhalb, im Hinterflügel bei sechs bis sieben. Dabei ist die letzte Antenodalader im Vorderflügel unvollständig, reicht also nicht von der Costalader bis zur Radiusader. Postnodaladern existieren sieben bis neun beziehungsweise sieben bis zehn.

## Lebensraum
Das Habitat der Tiere sind kleine Bäche im tropischen Regenwald. Sie sitzen dort nach Beute ausschauhaltend auf Blättern.

## Forschungsgeschichte
Erstmals beschrieben wurde die Art im Jahr 1913 von Friedrich Ris anhand eines Tieres aus Tumatumari in Guyana.